# 病院清掃受託責任者
病院清掃受託責任者（びょういんせいそうじゅたくせきにんしゃ）は、社団法人全国ビルメンテナンス協会の病院清掃受託責任者講習会を修了した者。

## 概要
「医療法施行規則」第9条の15第1号により、病院が清掃を外部に業務委託（常駐の場合）する際、受託業務場所に受託業務の責任者として「受託責任者」を配置することとされている。
「受託責任者」は、厚生省健康政策局長通知（健政発98号）第3の9(2)アにより、「医療機関での清掃業務を含む清掃業務に3年以上の経験」と、「1.作業計画の作成、2.作業の方法、3.作業の点検及び業務の評価、4.清潔区域等医療施設の特性に関する事項、5.感染の予防」に関する知識を有する者とされている。
全国ビルメンテナンス協会では、これらの知識付与を目的とした「病院清掃受託責任者講習」を毎年1回、「医療機関の社会的役割と組織」「医療法などの関係法令」「作業計画の作成」「作業の方法」「作業の点検及び業務の評価」「清掃区域等医療施設の特性に関する事項」「感染の防止」を含むカリキュラムで開催している。

### 受講資格
医療機関の清掃業務を含む清掃業務に3年以上の経験

### 講習日程
2日間、行われる。

### 講習科目
1. オリエンテーション
2. 現場から見た病院清掃
3. 病院清掃の基本と病院感染症対策
4. 医療行政と病院清掃
5. フリーディスカッション
6. 受託業務の基礎
7. 受託責任者としての業務1
8. 受託責任者としての業務2
9. 受託責任者としての心構え
10. 考査

## 受託責任者再講習
「病院清掃受託責任者認定基準」では、4年に1度の受講を義務づけている。

### 再講習日程
2日間、行われる。

### 再講習科目
1. オリエンテーション
2. 現場から見た病院清掃
3. 病院清掃の基本と病院感染症対策
4. 医療行政と病院清掃
5. フリーディスカッション
6. 受託業務の基礎
7. 受託責任者としての業務1
8. 受託責任者としての業務2
9. 受託責任者としての心構え
10. 考査

## その他
（財）医療関連サービス振興会が認定している、医療関連サービスマーク制度の認定要件のひとつとして、本講習の受講が義務づけられている。

## 関連文献
- 『新版　病院清掃の基本と実務』（全国ビルメンテナンス協会、2010年）